# Un año sin amor (película)
Un año sin amor es una película argentina de 2005 dirigida por Anahí Berneri, y protagonizada por Juan Minujín. Está basada en la novela del mismo nombre del escritor Pablo Pérez.

## Sinopsis
Es la historia de un joven escritor (Juan Minujín) homosexual y VIH positivo, que pelea día a día contra su enfermedad. En esa batalla se introduce en prácticas sadomasoquistas para, a través del goce del dolor, encontrar la fuerza para seguir viviendo y tratar de encontrar un amor verdadero.

## Elenco
- Juan Minujín - Pablo Pérez
- Mimí Ardu - Tía
- Carlos Echevarría - Nicolás
- Bárbara Lombardo - Julia
- Javier Van de Couter - Martín
- Osmar Núñez - Comisario Báez
- Ricardo Merkin - Padre de Pablo
- Carlos Portaluppi - Editor
- Mónica Cabrera - Asistente social
- Ricardo Moriello - Juan
- Juan Carlos Ricci - Dr. Rizzo